# Ricardo Gullón
Ricardo Gullón Fernández (Astorga, 30 de agosto de 1908-Madrid, 11 de febrero de 1991) fue un abogado, escritor, crítico literario y ensayista español. 

## Biografía
Nacido el 30 de agosto de 1908 en la localidad de Astorga, perteneciente a la provincia de León, cursó estudios primarios en su ciudad natal, realizando los estudios secundarios en Francia. Se licenció en Derecho por la Universidad de Madrid para posteriormente ingresar por oposición en la Carrera Fiscal, desarrollando su labor en varias provincias españolas.
Después de conocer a Juan Ramón Jiménez, a quien le uniría una fuerte amistad, publicó su primera obra Fin de semana en 1935. Al finalizar la guerra civil española fue hecho prisionero por colaboración con el ejército republicano. Fue liberado gracias a la ayuda de Luis Rosales y Luis Felipe Vivanco, pero fue apartado de su actividad profesional durante tres años.
A partir de 1949 alternó la docencia universitaria en la Universidad Internacional Menéndez Pelayo (UIMP) con la actividad jurídica. En 1953 viajó a Puerto Rico para visitar a su amigo Juan Ramón Jiménez, exiliado político, y permaneció allí durante tres años. Después de trasladarse a los Estados Unidos decidió instalarse en aquel país, desarrollando la docencia en Literatura española en las Universidades de Columbia, Middlebury, Chicago, Tejas y California. Como profesor desarrolló una impresionante actividad, dirigiendo decenas de tesis doctorales sobre la novela española del siglo XIX, el modernismo y la poesía española contemporánea. Fue uno de los hispanistas españoles de mayor influencia en los Estados Unidos en el siglo XX. Reconocido especialista mundial en la obra de Juan Ramón Jiménez, Benito Pérez Galdós, José María de Pereda, Antonio Machado y Miguel de Unamuno, en 1989 ingresó en la Real Academia Española. En 1989 fue galardonado con el Premio Príncipe de Asturias de las Letras.
Murió en Madrid el 11 de febrero de 1991. Su hijo Germán Gullón también fue crítico literario.

## Obra seleccionada
- Vida de Pereda (1943)
- La poesía de Jorge Guillén (1949)
- Cisne Sin Lago - Biografía de Gil y Carrasco (1951)
- Novelistas británicos contemporáneos (1954)
- Galdós novelista moderno (1957)
- Las secretas galerías de Antonio Machado (1958)
- Estudios sobre Juan Ramón Jiménez (1960)
- Relaciones entre Antonio Machado y Juan Ramón Jiménez (1964)
- La invención del 98 y otros ensayos (1969)
- García Márquez o el olvidado arte de contar (1971)
- Direcciones del modernismo (1971)
- El modernismo visto por los modernistas (1980)
- Espacios poéticos de Antonio Machado (1987)